# 青木秀
青木 秀（あおき しげる、1922年5月17日 - 2011年9月12日）は、日本の経営者。西日本新聞社社長を務めた。

## 来歴・人物
宮崎県出身。1946年に一橋大学を卒業し、1947年に西日本新聞社に入社。1973年に取締役に就任し、1975年に常務、1977年に専務、1983年に副社長を経て、1985年6月に社長に就任。1995年6月に会長に就任し、2000年6月に取締役相談役を経て、2001年6月には相談役に就任した。
テレビ西日本会長、テレビ宮崎取締役も務めた。
2011年9月12日肺炎のために死去。89歳没。